# Fritz Hünenberger
Fritz Hünenberger (* 14. März 1897 in Riehen, Kanton Basel, Schweiz; † 30. August 1976) war ein Schweizer Gewichtheber. Er gewann sowohl bei den Olympischen Spielen 1920 in Antwerpen als auch bei den Olympischen Spielen 1924 in Paris eine Silbermedaille im Halbschwergewicht. 

## Werdegang
Fritz Hünenberger begann beim Kraftsport-Verein Riehen als junger Mann mit dem Gewichtheben. Im Gegensatz zu den meisten Gewichthebern jener Jahre, deren Leistungen auf Kraft aufgebaut war, war er ein schnellkräftiger Athlet, der bald im Reissen und Stossen herausragende Leistungen zeigte. Vor allem in den damals üblichen einarmigen Disziplinen (einarmiges Reissen links und rechts sowie einarmiges Stossen links und rechts) leistete er enormes und erzielte in diesen auch Weltrekorde. Seine Schwäche war das beidarmige Drücken, eine reine Kraftübung. Diese Schwäche kostete ihn noch grössere Erfolge als die, die er schon erzielte.
Seine erfolgreiche Laufbahn begann mit dem Sieg bei der deutschen Meisterschaft 1919 in einem Fünfkampf im Halbschwergewicht.
1920 startete Fritz Hünenberger bei den Olympischen Spielen in Antwerpen wieder im Halbschwergewicht. Es wurde dort ein Dreikampf, bestehend aus einarmigem Reissen, einarmigem Stossen und beidarmigem Stossen ausgetragen. Er erzielte dabei 277,5 kg und gewann mit dieser Leistung hinter dem Franzosen Ernest Cadine, der 290 kg hob, die Silbermedaille.
1921 schlug Fritz Hünenberger in Paris im Rahmen eines Länderkampfes in einem Vierkampf im Halbschwergewicht mit 360 kg den französischen Meister dieses Jahres Emil Höbaux, der nur 336 kg erreichte, klar. Dabei erzielte er im einarmigen Reissen links mit 85 kg einen Weltrekord. Im gleichen Jahr wurde er in Offenbach (Main) auch Europameister im Halbschwergewicht vor den Deutschen Josef Münch und Erst Sick. Er wurde auch Schweizer Meister des Jahres 1921 im Mittelgewicht und erzielte dabei in einem Fünfkampf, der aus einarmigem Reissen rechts, einarmigem Reissen links, einarmigem Stossen rechts, einarmigem Stossen links und beidarmigem Stossen bestand, 480 kg.
1922 belegte Fritz Hünenberger bei den Deutschen Kampfspielen in Berlin im Halbschwergewicht im Fünfkampf mit 475 kg hinter Johann Scherz vom Athleten-Club Stöhr Wien, der auf 485 kg kam, den 2. Platz.
1923 startete er für den VfK 1886 Mannheim im Schwergewicht und wurde mit diesem Verein deutscher Mannschaftsmeister. Im Finale wurde dabei der SC Roland Hamburg bezwungen.
Bei den Olympischen Spielen 1924 in Paris startete Fritz Hünenberger wieder im Halbschwergewicht. Er erreichte dort in einem Fünfkampf 490 kg. Im Verlaufe dieses Wettkampfes erzielte er im einarmigen Stossen rechts mit 107,5 kg einen neuen Weltrekord. Nach vier der fünf Übungen führte Hünenberger vor dem Franzosen Charles Rigoulot noch knapp mit einem Vorsprung von 2,5 kg. Rigoulot überholte Hünenberger aber mit einer überragenden beidarmigen Stossleistung von 140 kg. Hünenberger erzielte in dieser Disziplin nur 125 kg und gewann damit wieder die Silbermedaille.
1925 wurde Fritz Hünenberger Schweizer Meister im Schwergewicht im Fünfkampf und erzielte in diesem Wettkampf im einarmigen Stossen rechts in einem zusätzlichen Versuch mit 113,5 kg erneut einen Weltrekord. Zeitweise hielt Fritz Hünenberger auch noch die Weltrekorde im einarmigen Reissen links im Schwergewicht mit 87,5 kg und im einarmigen Stossen links im Halbschwergewicht mit 95 kg. Zeit und Ort dieser Leistungen sind nicht bekannt.
1926 wurde er dann noch einmal Schweizer Meister im Schwergewicht im Fünfkampf. Danach beendete er seine erfolgreiche Laufbahn.

## Erfolge
| Jahr | Platz  | Wettbewerb                                    | Wettkampfart    | Gewichtsklasse | Ergebnisse |
| 1919 | 1.     | Deutsche Meisterschaft                        | Fünfkampf (FK1) | Halbschwer     | mit 447,5 kg, vor Hermann Schwind, Oggersheim, 440 kg und Anton Rieker, Eislingen, 425 kg                                                                                             |
| 1920 | Silber | OS in Antwerpen                               | Dreikampf (DK1) | Halbschwer     | mit 277,5 kg (75-90-112,5), hinter Ernest Cadine, Frankreich, 290 kg (70-90-135), vor Erik Pettersson (Gewichtheber), Schweden, 272,5 kg (62,5-92,5-112,5)                            |
| 1921 | 1.     | Länderkampf Frankreich gegen Schweiz in Paris | Vierkampf (VK1) | Halbschwer     | mit 360 kg (80-85-75-120), vor Emil Höbaux, 336 kg (67,5-72,5-84,5-111,5) |
| 1921 | 1.     | Europameisterschaft in Offenbach (Main)       | Vierkampf (VK1) | Halbschwer     | vor Josef Münch, 345 kg und Ernst Sick, 342,5 kg, beide Deutschland |
| 1921 | 1.     | Schweizer Meisterschaft                       | Fünfkampf (FK3) | Mittel         | mit 480 kg (85-80-105-95-115), vor Andre Roth, Biel, 375 kg |
| 1922 | 2.     | Deutsche Kampfspiele in Berlin                | Fünfkampf (FK2) | Halbschwer     | mit 475 kg (85-105-75-90-129), hinter Johann Scherz, AC Stöhr Wien, 485 kg (75-90-100-90-130), vor Eugen Becke, AC Hannibal Wien, 450 kg (70-80-87,5-87,5-125)                        |
| 1923 | 1.     | Deutsche Mannschafts-Meisterschaft            | DK1             | Schwer         | Sieg mit dem VfK 1886 Mannheim im Finale über den SC Roland Hamburg |
| 1924 | Silber | OS in Paris                                   | FK2             | Halbschwer     | mit 490 kg (89-107,5-80-97,5-125), hinter Charles Rigoulot, Frankreich, 502,5 kg (87,5-92,5-85-102,5-140), vor Leopold Friedrich (Gewichtheber), Österreich, 490 kg (75-95-95-95-130) |
| 1925 | 1.     | Schweizer Meisterschaft                       | FK2             | Schwer         | mit 515 kg (87,5-112,5-85-100-130) |
| 1926 | 1.     | Schweizer Meisterschaft                       | FK2             | Schwer         | mit 512,5 kg |

Erläuterungen
- Mittelgewicht, damals Gewichtsklasse bis 75 kg, Halbschwergewicht, bis 82,5 kg und Schwergewicht, über 82,5 kg Körpergewicht
- DK1 = Dreikampf bestehend aus einarmigem Reissen, einarmigem Stossen und beidarmigem Stossen
- VK1 = Vierkampf bestehend aus einarmigem Reissen rechts, einarmigem Reissen links, beidarmigem Drücken und beidarmigem Stossen
- FK1 = Fünfkampf, einzelne Disziplinen nicht bekannt,
- FK2 = Fünfkampf bestehend aus einarmigem Reissen, einarmigem Stossen, beidarmigem Drücken, beidarmigem Reissen und beidarmigem Stossen
- FK3 = Fünfkampf bestehend aus einarmigem Reissen rechts, einarmigem Reissen links, einarmigem Stossen rechts, einarmigem Stossen links und beidarmigem Stossen